# Jun Senoue
Jun Senoue (瀬上 純?, Senoue Jun; Matsushima, 2 agosto 1970) è un compositore e chitarrista giapponese, impiegato dalla compagnia di videogiochi Sega, è noto per i suoi contributi musicali alla serie videoludica Sonic the Hedgehog dell'azienda. È il principale compositore e componente del duo rock nippo-americano Crush 40, fondato insieme a Johnny Gioeli nel 2000. Il duo ha contribuito a ciascuno dei principali titoli della serie fino al 2010, dopo di che Senoue è rimasto coinvolto nella produzione musicale per i successivi giochi di Sonic.

## Biografia
Senoue è nato il 2 agosto 1970 a Matsushima, Miyagi, Giappone, e ha iniziato a suonare il pianoforte all'età di tre anni. Dopo essersi trasferito a Panama all'età di 12 anni, si è dedicato alla musica rock dopo essere stato esposto al canale televisivo MTV. Ha imparato a suonare la chitarra elettrica da autodidatta all'età di 15 anni e ha realizzato la sua prima registrazione con una band originale a 17. Dopo essersi laureato in economia presso l'Università Aoyama Gakuin nel 1993, Senoue ha inviato delle demo a Namco e Sega; in seguito verrà assunto da quest'ultima. Il suo primo progetto con l'azienda è stato su Dark Wizard, dove ha arrangiato un medley della musica del gioco per i titoli di coda. Nel 1993 ha scritto alcuni jingle e tracce musicali per Sonic the Hedgehog 3, il suo primo coinvolgimento nella serie Sonic. Dopo aver lavorato su vari progetti della serie Sega Worldwide Soccer a metà degli anni '90 e su altri giochi come la versione Sega Genesis di Sonic 3D Blast, Senoue è stato scelto come compositore principale e direttore del suono per Sonic Adventure nel 1998. Il successo del gioco ha portato alla sua promozione a direttore del suono della serie.

## Discografia
- Sonic the Hedgehog 3 (1994)
- Sonic & Knuckles (1994)
- Sonic 3D: Flickies' Island (1996)
- Sonic Adventure (1998)
- Sonic Adventure 2 (2001)
- Sonic Heroes (2003)
- Shadow the Hedgehog (2005)
- Sonic the Hedgehog (2006)
- Sonic Rivals (2006)
- Sonic Rivals 2 (2007)
- Nights: Journey of Dreams (2007)
- Super Smash Bros. Brawl (2008)
- Sonic Unleashed (2008)
- Mario & Sonic ai giochi olimpici invernali (2009)
- Sonic e il Cavaliere Nero (2009)
- Super Monkey Ball: Step & Roll (2010)
- Sonic the Hedgehog 4 Episodio 1 (2010)
- Sonic Free Riders (2010)
- Sonic Colours (2010)
- Sonic Generations (2011)
- Mario & Sonic ai giochi olimpici di Londra 2012 (2011)
- Sonic the Hedgehog 4 Episodio 2 (2012)
- Mario & Sonic ai Giochi olimpici invernali di Sochi 2014 (2014)
- Project 575 (2014)
- Dengeki Bunko: Fighting Climax (2014)
- Mario & Sonic ai Giochi olimpici di Rio 2016 (2016)
- Puyo Puyo Chronicle (2016)
- Sonic Mania (2017)
- Sonic Forces (2017)
- Puyo Puyo Champions (2018)
- Super Smash Bros. Ultimate (2018)
- Team Sonic Racing (2019)
- Mario & Sonic ai Giochi olimpici di Tokyo 2020 (2019)
- Sonic Origins (2022)
- Sonic Frontiers (2022)
- Sonic Superstars (2023)